# Други санџачки партизански одред
Други санџачки народноослободилачки партизански одред је био партизанска јединица у саставу Народноослободилачке војске и партизанских одреда Југославије током Другог светског рата у Црној Гори.
Формиран је 9. октобра 1944. године по наређењу Штаба 37. санџачке дивизије НОВЈ. Имао је три батаљона (Пријепољски, Нововарошки и Прибојски) са око 200 бораца и дејствовао је је на територији милешевског, пријепољског, нововарошког и прибојског среза. Одред је контролисао и чистио слободну територију од разбијених остатака четничких група и муслиманске квислиншке милиције, пружао помоћ командама места и подручја у мобилизацији нових бораца за попуну 37. дивизије, и обезбеђивао рад Народноослободилачких одбора. Повремено је садејствовао јединицама 37. и 3. ударне дивизије у борбама у Санџаку против Вермахта, четника и мислиманске милиције. Нарочито се истакао у завршним борбама за ослобођење Санџака од немачких снага у новембру и децембру 1944. године. Одред је расформиран крајем децембра 1944. године, а његово људство ушло је већим делом у састав 37. дивизије и санџачке бригаде Корпуса народне одбране Југославије, а мањим делом и у Народну милицију.